# Osvaldo Golijov
Osvaldo Noé Golijov (La Plata, Argentinië, 5 december 1960) is een Argentijns componist.

## Levensloop
Osvaldo Golijov (uitgesproken ˈgolixof]) groeide op in La Plata, Argentinië. Zijn ouders waren afkomstig uit families die in de jaren twintig uit Roemenië en Oekraïne naar Argentinië waren geëmigreerd.
Golijovs Roemeense moeder was pianolerares, zijn Oekraïense vader een arts. In zijn jonge jaren werd hij omgeven door klassieke (kamer)muziek, Joodse liturgische muziek en klezmer muziek, en niet te vergeten de tango’s van Ástor Piazzolla. Hij studeerde piano op het conservatorium in La Plata en compositieleer bij Gerardo Gandini.
In 1983 verhuisde Golijov naar Israël en studeerde bij Mark Kopytman aan de Jerusalem Rubin Academy; nadat hij in 1985 getrouwd was verhuisde hij in 1986 naar de Verenigde Staten, waar hij bij de Amerikaanse componist George Crumb aan de Universiteit van Pennsylvania studeerde, en er zijn Ph.D behaalde.
Naast andere erkenningen ontving Golijov een MacArthur Fellowship. Hij is de vaste componist van het Spoleto USA Festival, de Los Angeles Philharmonic's Music Alive series, het Marlboro Music School and Festival en het Ravinia Festival. Samen met de Engelse componist Mark-Anthony Turnage is hij bovendien de "huiscomponist" van het Chicago Symphony Orchestra.
Golijov is geassocieerd muziekprofessor aan het College of the Holy Cross in Worcester Massachusetts, waar hij sinds 1991 doceert. Hij is ook lid van de faculteit van het Boston Conservatory.

## Golijovs muziek
In 1996 werd Golijov door de Internationale Bachakademie Stuttgart gevraagd om voor het Passie-project voor Bach-herdenkingsjaar 2000 een passie te schrijven. Dezelfde opdracht kregen ook Sofia Goebaidoelina, Tan Dun en Wolfgang Rihm. Golijov koos voor een Marcus-passie, La Pasión según San Marcos (Gubaidulina, Tan en Rihm schreven respectievelijk een Johannes-passie, een Mattheus-passie en een Lucas-passie) "niet alleen omdat Marcus van het viertal evangelisten de enige is die niet antisemitisch is, maar ook omdat het verhaal door hem eenvoudig geschreven is, zonder filosofische bagage".
Verder schreef en arrangeerde hij werken voor het Kronos Quartet en het St. Lawrence String Quartet. Hij werkt veel met de Venezolaans dirigente Maria Guinand, de klassieke en Klezmer klarinettist David Krakauer, en de Amerikaanse sopraan Dawn Upshaw, die op de première van zijn opera, Ainadamar op het Santa Fe Opera Festival in 2005, en in het Barbican Centre in Londen 2006 en de Boston Opera in 2007 zong. Hij schreef de filmmuziek van Francis Ford Coppola's film Youth Without Youth en zijn volgende film Tetro.
Golijov won twee Grammy Awards - de Grammy voor de beste opera-opname voor Ainadamar: Fountain Of Tears en de Grammy Award voor de beste eigentijdse klassieke muziek voor dezelfde opera.

## Geselecteerde opnamen
- Oceana (Deutsche Grammophon, 2007)
- Ainadamar (Deutsche Grammophon, Dawn Upshaw, Robert Spano, Atlanta Symphony Orchestra)
- Ayre (Deutsche Grammophon CD 00289 477 5414)
- La Pasión según San Marcos (de Marcus passie) (Hänssler Classic 98404)
- Yiddishbbuk (EMI Classics 57356-2)
- The Dreams and Prayers of Isaac the Blind (Nonesuch 79444)
- Nuevo, arrangementen voor het Kronos Quartet (Nonesuch 79649)
- The Man Who Cried (soundtrack) (Sony Classical SK 61870)
- Caravan, arrangementen voor het Kronos Quartet (Nonesuch 79490)
- Voices of Light, liederen voor Dawn Upshaw (Nonesuch 79812)
- K'vakarat, voor het Kronos Quartet (Nonesuch 79346)
- World to Come, Golijovs compositie Mariel gespeeld door cellist Maya Beiser (Koch Int'l Classics B0000CABC4)
- Oración Lucumí, gespeeld door cellist Matt Haimovitz (Oxingale)
- Omaramor, gespeeld door cellist Matt Haimovitz (Oxingale 1238)
- Rocketekya, Klezmer Concertos and Encores (Naxos B0000C508L)
- Borromeo String Quartet Living Archive (CD/DVD/VHS), Golijovs composities Yiddishbbuk and Tenebrae
- Voices of our Time - Dawn Upshaw (DVD), Golijovs compositie Lúa Descolorida (TDK VTDU)